# USS Oregon (SSN-793)
USS Oregon (SSN-793) – amerykański okręt podwodny o napędzie atomowym, typu Virginia. Druga jednostka wersji Batch 3 Block IV. Okręt oczekuje na wejście do służby.

## Historia
28 kwietnia 2014 roku US Navy przyznała kontrakt na budowę 10 nowych okrętów typu Virginia w wersji Block 4 za kwotę 17,6 mld dolarów stoczni General Dynamics Electric Boat. Budowa drugiego okrętu tej wersji rozpoczęła się 8 lipca 2017 roku . Ceremonia chrztu okrętu miała miejsce 5 października 2019 roku .